# Oksoritod
Oksoritod (auch Western Islands oder Northwest) ist der Name einer der fünf Inselregionen des Bundesstaates Chuuk der Föderierten Staaten von Mikronesien. Die Inseln und Atolle gehören zum Archipel der Karolinen im zentralen Pazifischen Ozean. Vom Chuuk-Atoll aus erstrecken sie sich in nördlicher und westlicher Richtung. Die Gemeinden der Inselregion werden statistisch gegliedert in die Unterregionen Halls (bestehend aus den Hall Islands Murilo und Nomwin sowie Fayu), Namonuito (ein Atoll) und Pattiw (bestehend aus den Atollen bzw. Inseln Houk (Pulusuk), Puluwat und Pulap). Gelegentlich wird auch für die Unterregion Pattiw der (geographisch zutreffendere) Begriff Western Islands gebraucht, womit dieser Begriff zweideutig ist.
Die Inselregion weist eine aggregierte Landfläche von 15,141 km² auf (nach anderen Angaben 15,05 km²). Zur Volkszählung 2010 lebten 6819 Einwohner auf den Atollen.

## Atolle
Folgende Atolle und Einzelinseln gehören zur Region Oksoritod:
| Atoll (Insel) | Land- fläche km² | Lagune km² | Gesamt- fläche km² | Bevölkerung 2010 | Inseln | Unter- region | Gemeinden                           |
| ------------- | ---------------- | ---------- | ------------------ | ---------------- | ------ | ------------- | ----------------------------------- |
| Fayu          | 0,373            | –          | 0,373              | –                | 2      | Halls         | Nomwin (Teil)                       |
| Houk          | 2,805            | 3001)      | 3321)              | 1116             | 1      | Pattiw        | Houk                                |
| Murilo        | 1,287            | 349,862    | 414                | 570              | 28     | Halls         | Murillo, Ruo                        |
| Namonuito     | 4,429            | 1874,901   | 2267               | 1384             | 12     | Namonuito     | Makur, Onou, Onoun, Piherarh, Unanu |
| Nomwin        | 1,854            | 291,564    | 318                | 1343             | 16     | Halls         | Fananu, Nomwin (Teil)               |
| Pulap         | 0,992            | 31,321     | 43                 | 1661             | 3      | Pattiw        | Pollap, Tamatam                     |
| Puluwat       | 3,401            | 3002)      | 3322)              | 745              | 5      | Pattiw        | Polowat                             |
| Oksoritod     | 15,141           | 3148       | 3706               | 6819             | 66     | Oksoritod     | 13                                  |

1) ohne Manila Reef keine Lagunenfläche

2) ohne Uranie Bank 1,55 km² Lagunenfläche und 7 km² Gesamtfläche

## Gemeinden
Auf die Inselregion entfallen folgende 13 der insgesamt 40 Gemeinden des Bundesstaates Chuuk:
| Gemeinde (municipality) | Land- fläche | Bevölkerung 2010 | Unter- region | Atoll/ Insel        |
| ----------------------- | ------------ | ---------------- | ------------- | ------------------- |
| Fananu                  | 0,26         | 580              | Halls         | Nomwin (Ost)        |
| Houk                    | 2,80         | 1116             | Pattiw        | Houk                |
| Makur                   | 0,47         | 159              | Namonuito     | Namonuito (Nord)    |
| Murillo                 | 0,67         | 329              | Halls         | Murilo (Ost)        |
| Nomwin                  | 2,20         | 763              | Halls         | Fayu Nomwin (West)  |
| Onou                    | 0,31         | 172              | Namonuito     | Namonuito (Ost)     |
| Onoun                   | 2,54         | 633              | Namonuito     | Namonuito (Südwest) |
| Piherarh                | 0,80         | 227              | Namonuito     | Namonuito (Südost)  |
| Pollap                  | 0,75         | 1168             | Pattiw        | Pulap (Nord)        |
| Polowat                 | 3,39         | 745              | Pattiw        | Puluwat             |
| Ruo                     | 0,36         | 241              | Halls         | Murilo (West)       |
| Tamatam                 | 0,23         | 493              | Pattiw        | Pulap (Süd)         |
| Unanu                   | 0,26         | 193              | Namonuito     | Namonuito (Ost)     |
| Oksoritod               | 15,05        | 6819             | Oksoritod     | 7 Atolle/ Inseln    |